# Науелито
Науелито (енгл. Nahuelito) је језерско чудовиште које наводно живи у језеру Науел Уапи у Аргентини. Као и Чудовиште из Лох Неса, ово створење се описује као огромно змијолико створење. Постоји неколико фотографија које наводно приказују ово створење.

## Историја
Приче о овом створењу датирају из првих деценија 20. века. Од 1922. године, у зоолошком врту Буенос Аиреса покушава се доказати да праисторијско биће плесиосаур живи у језерима Патагоније.
Дана 17. априла 2006. године, локалне новине "El Cordillerano" известиле су да је анонимни фотограф послао две фотографије које наводно приказују ово створење. Анонимни пошиљатељ је написао: То није уврнуто стабло. То није талас. Науелито је показао своје лице. Језеро Науел Уапи, субота 15. април, 9 сати. Ја не дајем своје личне податке како би избегао будуће главобоље.